# Kotowsk (obwód tambowski)
Kotowsk – miasto w Rosji, w obwodzie tambowskim, 13 km na południe od Tambowa. W 2009 liczyło 32 224 mieszkańców.